# Barbara Andolina
Barbara Andolina (Avola, 16 de octubre de 1978) es una deportista italiana que compitió en judo. Ganó dos medallas de bronce en el Campeonato Europeo de Judo de 2002.

## Palmarés internacional
| Campeonato Europeo | Campeonato Europeo  | Campeonato Europeo | Campeonato Europeo |
| Año                | Lugar               | Medalla            | Categoría          |
| ------------------ | ------------------- | ------------------ | ------------------ |
| 2002               | Maribor (Eslovenia) | Medalla de bronce  | +78 kg             |
| 2002               | Maribor (Eslovenia) | Medalla de bronce  | Abierta            |